# Ronde van Frankrijk 2024/Dertiende etappe
De dertiende etappe van de Ronde van Frankrijk 2024 was een heuvelachtige rit met een lengte van 165 kilometer. De etappe werd verreden op 12 juli met start in Agen en eindigde in Pau.

## Parcours
Voor de 63e keer was Pau de aankomstplaats in de Tour. Het parcours vanuit Agen was heuvelachtig. De sprinters waren niet echt kansloos ondanks een serie heuvels in de laatste 40 kilometer. De Côte de Blachon (1,5 kilometer à 6,9%) en Côte de Simacourbe (1,8 kilometer à 6,4%) spraken het meest tot de verbeelding. De top van de laatste beklimming lag op 20 kilometer van de streep. 

## Verloop
De Belgen konden in een uitgedunde groep feesten in Pau. Na de pech in de twaalfde etappe, was het nu een perfecte dag voor het team van Alpecin-Deceuninck. Jasper Philipsen versloeg Wout Van Aert en de Duitser Pascal Ackermann in de spurt. Door het helse tempo, opnieuw werd een gemiddelde gehaald van 48,8km/u, moest de zieke Juan Ayuso opgeven. Geletruidrager Tadej Pogačar verloor hiermee een belangrijke helper.
De door meerdere valpartijen geteisterde Primož Roglič verscheen niet meer aan de start.
| Agen – Pau (165 km) |                   |                         |          |
| Plaats              | Naam              | Ploeg                   | Tijd     |
| 1                   | Jasper Philipsen  | Alpecin-Deceuninck      | 3u23'09" |
| 2                   | Wout Van Aert     | Team Visma-Lease a Bike | z.t.     |
| 3                   | Pascal Ackermann  | Israel-Premier Tech     | z.t.     |
| 4                   | Biniam Girmay     | Intermarché-Wanty       | z.t.     |
| 5                   | Nikias Arndt      | Bahrain-Victorious      | z.t.     |
| 6                   | Jasper Stuyven    | Lidl-Trek               | z.t.     |
| 7                   | Clément Russo     | Groupama-FDJ            | z.t.     |
| 8                   | Bryan Coquard     | Cofidis                 | z.t.     |
| 9                   | Tadej Pogačar     | UAE Team Emirates       | z.t.     |
| 10                  | Søren Wærenskjold | Uno-X Mobility          | z.t.     |

 –  Magnus Cort Nielsen was de strijdlustigste renner van de dertiende etappe.

## Klassementen

### Algemeen klassement
| Algemeen klassement (gele trui) |                  |                         |           |
| Plaats                          | Naam             | Ploeg                   | Tijd      |
| Gele trui                       | Tadej Pogačar    | UAE Team Emirates       | 52u40'58" |
| 2                               | Remco Evenepoel  | Soudal Quick-Step       | + 1'06"   |
| 3                               | Jonas Vingegaard | Team Visma-Lease a Bike | + 1'14"   |
| 4                               | João Almeida     | UAE Team Emirates       | + 4'20"   |
| 5                               | Carlos Rodríguez | INEOS Grenadiers        | + 4'40"   |
| 6                               | Mikel Landa      | Soudal Quick-Step       | + 5'38"   |
| 7                               | Adam Yates       | UAE Team Emirates       | +6'59"    |
| 8                               | Giulio Ciccone   | Lidl-Trek               | + 7'36"   |
| 9                               | Derek Gee        | Israel-Premier Tech     | + 7'54"   |
| 10                              | Matteo Jorgenson | Team Visma-Lease a Bike | + 8'56"   |

### Puntenklassement
| Puntenklassement (groene trui) |                  |                    |        |
| Plaats                         | Naam             | Ploeg              | Punten |
| Groene trui                    | Biniam Girmay    | Intermarché-Wanty  | 346    |
| 2                              | Jasper Philipsen | Alpecin-Deceuninck | 271    |
| 3                              | Anthony Turgis   | TotalEnergies      | 141    |
| 4                              | Jonas Abrahamsen | Uno-X Mobility     | 133    |
| 5                              | Bryan Coquard    | Cofidis            | 127    |

### Bergklassement
| Bergklassement (bolletjestrui) |                  |                         |        |
| Plaats                         | Naam             | Ploeg                   | Punten |
| Bolletjestrui                  | Tadej Pogačar    | UAE Team Emirates       | 36     |
| 2                              | Jonas Abrahamsen | Uno-X Mobility          | 36     |
| 3                              | Jonas Vingegaard | Team Visma-Lease a Bike | 28     |
| 4                              | Remco Evenepoel  | Soudal Quick-Step       | 18     |
| 5                              | Valentin Madouas | Groupama-FDJ            | 16     |

### Jongerenklassement
| Jongerenklassement (witte trui) |                   |                         |           |
| Plaats                          | Naam              | Ploeg                   | Tijd      |
| Witte trui                      | Remco Evenepoel   | Soudal Quick-Step       | 52u42'04" |
| 2                               | Carlos Rodríguez  | INEOS Grenadiers        | +3'34"    |
| 3                               | Matteo Jorgenson  | Team Visma-Lease a Bike | +7'50"    |
| 4                               | Santiago Buitrago | Bahrain Victorious      | +8'35"    |
| 5                               | Ben Healy         | EF Education-EasyPost   | +11'02"   |

### Ploegenklassement
| Ploegenklassement |                         |            |
| Plaats            | Ploeg                   | Tijd       |
|                   | UAE Team Emirates       | 158u12'09" |
| 2                 | Soudal Quick-Step       | +21'03"    |
| 3                 | INEOS Grenadiers        | +22'22"    |
| 4                 | Team Visma-Lease a Bike | +24'14"    |
| 5                 | Bahrain-Victorious      | +43'55"    |

## Uitvallers
- Primož Roglič (BORA-hansgrohe): Niet meer gestart na val in de vorige rit.
- Jesus Herrada (Cofidis): Niet meer gestart door ziekte.
- Juan Ayuso ( UAE Team Emirates): Opgave door ziekte.

1e etappe ·
2e etappe ·
3e etappe ·
4e etappe ·
5e etappe ·
6e etappe ·
7e etappe ·
8e etappe ·
9e etappe ·
10e etappe ·
11e etappe ·
12e etappe ·
13e etappe ·
14e etappe ·
15e etappe ·
16e etappe ·
17e etappe ·
18e etappe ·
19e etappe ·
20e etappe ·
21e etappe
Startlijst · Eindstanden · Afbeeldingen